# 衛詩
衛詩（英語：Jill M. Vidal，1982年4月13日—），香港女歌手，中菲韓混血兒，衛蘭的孿生妹妹。2005年簽約黎明創辦A Music唱片公司。2006年出道，一年內已經推出了一張大碟《Hit Me》和一張EP《Diamond Love》，並在2008年推出一張新曲+精選《Jillympics》。
衛詩於2009年4月於日本與藝人關楚耀雙雙因藏毒罪被捕，其後遭A Music解除歌手合約，並離開香港樂壇。
2015年，加盟華納唱片重返香港樂壇。

## 經歷

### 入行
在姐姐衛蘭出道後，衛詩隨即被其他唱片公司發掘及邀請加盟。黎明從衛蘭得知這件事後，為免雙方成為競爭對手，同時亦因她出色的唱功及跳舞天份而羅致她成為旗下歌手。

### 事業
與姊姊衛蘭所走的抒情歌曲路線不同，衛詩所走的歌曲路線屬跳舞歌曲類型，而形象亦較為性感。
衛詩成為歌手後，曾傳出與姊姊衛蘭不和；不過兩人很快便澄清事件，更說二人自小便感情深厚。
其姊衛蘭於2007年3月底舉行一連四場的《Janice My First演唱會》邀請了衛詩作為其表現嘉賓，其性感打扮成為外界一時話題。同年7月28日於澳門與姊姊衛蘭舉行《衛蘭·衛詩Our First演唱會》，為姊妹二人首個合作形式舉行的演唱會。

### 藏毒案
2009年2月24日衛詩與藝人關楚耀在東京涩谷區道玄販賣店內被懷疑企圖偷竊，店員報警求助。警員隨後搜查關楚耀的隨身物品，發現少量藏在紙袋中的大麻，於是日本警視廳以大麻取締法拘捕關楚耀。
衛詩所屬的東亞唱片製作公司於2009年3月5日在黃埔海逸酒店舉行記者會，行政總裁王凱文出席記者會交代事件情況及進展，而衛詩的父親Joey Vidal在記者會表示希望公司與公眾給予衛詩一個機會，但東亞唱片製作公司高層表明如果衛詩藏毒證據確鑿，公司可能會與衛詩解約。東亞唱片製作公司總經理張家豐更指出衛詩是次懷疑藏毒的事情，對於社會大眾而言會有負面影響，即使無證據顯示衛詩藏毒及清白無辜，衛詩也將會有一段時間不會參與任何演藝工作，唱片公司希望藉此機會讓她反省所作所為。
據香港報章的綜合報道指出，在3月14日晚衞詩所屬的東亞唱片製作公司發言人透露，衞詩的驗尿報告結果呈現陽性反應，證實她的體內含有大麻物質，消息指出關楚耀的尿液亦同樣被驗出含有大麻的成份，關楚耀與衛詩的星途隨時盡毀。
在3月15日，衞詩所屬唱片公司透過日本律師得到的最新消息指出，日本警視廳在衞詩及關楚耀的行李中發現違禁藥品，案件要進行新一輪的調查，相信他們至少要再被拘留14至23日。
在3月28日，關楚耀被日本警視廳扣查逾1個月後獲釋返回香港。在4月2日，涉嫌藏有大麻被日本警視廳扣查32天的歌手關楚耀召開記者會交代事件。日本方面的代表律師把衞詩的歸期一改再改，相信她所干犯的事情比關楚耀更嚴重。有報道指出日本警視廳在衞詩放在酒店的行李中發現海洛英，而日本警視廳要求香港警方協助調查衞詩的背景。據知日本警視廳在衞詩的行李中搜出超過10小包共重數克的四號海洛英，而攜帶數量足可立案檢控販毒罪名，故此日本警視廳必須詳細調查衛詩的犯罪動機。日本警視廳在4月9日決定以《麻藥及向精神藥取締法》的法例起訴衛詩，而案件也定於4月24日下午1時30分在東京地方裁判所開審。
在4月24日，衞詩於東京地方裁判所被控違反日本的《麻藥及向精神藥取締法》，其後檢察官披露詳細案情指出衛詩於今年2月20日從香港機場攜帶16小包海洛英入境東京羽田機場，同月24日凌晨她與關楚耀在涩谷區道玄販賣店被日本警員逮捕，在當天早上10時，日本警視廳在她入住的新宿華盛頓酒店房內搜出11小包共重1.836克的海洛英。在調查的過程中，衛詩承認從香港機場攜帶16小包海洛英入境日本，也承認於2008年4月起被朋友引誘吸食海洛英，在1年內吸食了100至150次的海洛英，即是她在每周吸食2至3次的份量，而她透過銀行自動櫃員機付款並從毒品販子購入海洛英。在審判的過程裡，衞詩揭露自己成為癮君子的經過時表示：「出道以來受到很大壓力，經常被傳媒跟蹤與撰寫負面報道，因此她在2008年4月起被朋友引誘吸食海洛英。」最後衞詩在法庭四度落淚承認控罪，地方裁判官平出喜一決定判處衛詩入獄二年，緩刑三年。
在4月25日上午8時15分，衛蘭、衛詩父親Joey Vidal與經理人陳善之於東京成田機場乘搭飛機返回香港，衛詩回到香港後，香港警方也曾搜查衛蘭衛詩姊妹位於大埔道的寓所，而衛詩的代表律師表示香港警方在衛蘭衛詩姊妹的寓所沒有發現任何毒品。為了履行日本裁判官叮囑照顧女兒衛詩的承諾，衛詩父親Joey Vidal也安排女兒衛詩搬回紅磡區寓所同住。當衛詩與唱片公司的助手抵達紅磡區安富樓地下時，現場眾多採訪記者不斷擁擠情況擾攘混亂，突然衛詩感到雙腳乏力繼而向後跌倒，眾位記者與唱片公司的助手立即扶起衛詩後，讓衛詩能夠直接返抵安富樓的舊居與父親Joey Vidal共聚親情。
在4月30日，東亞唱片製作公司的投資合夥人黎明出席公開場合後，他向傳媒記者正式宣佈東亞唱片製作公司已終止與衛詩的唱片合約，但是黎明表示百仕活會保留衛詩的經理人合約。其後黎明更澄清否認衛蘭為了償還衛詩債項而與東亞唱片製作公司續約三年的流言。

### 復出
2010年接拍了福音電影「翻生奇兵」，同年9月復出後出席於馬灣首個公開活動。
於2011年百事活娛樂事業有限公司正式與衛詩解除經理人合約；隨後衛詩主力為教會服務，在香港舉辦多場佈道會，亦到歐洲作分享。同年7月20日推出新書Reborn重生，由虹海文化出版有限公司發行；7月23日於書展舉辦簽名會。
2011年6月，接受TVB娛樂新聞台主播許文軒專訪，首度談及於日本60日的戒毒生活。
2011年9月3日，now 101台節目Home Sweet Home播出衛詩接受鄭丹瑞訪問的片段內容。
2015年，衛詩跟隨姊姊衛蘭加盟華納唱片重新展開歌唱事業。直至2016年5月，衛詩終於再次推出新歌《被滿足的愛》，並遠赴韓國與San E錄製歌曲，正式回歸樂壇。同年10月再推出第二首派台歌《感情需要》。年尾聖誕前夕推出翻唱陳奕迅作品《Lonely Christmas》。
2017年全新風格搖滾作品《刺青》4月派台。《刺青》成績不俗，成為 Jill 復出後首個電台冠軍作品。
2019年10月7日，衛蘭衛詩合體，聯同Robynn & Kendy、樂隊FreshLife、新進唱作歌手Zino Chan等單位，參與「一首歌一個希望」慈善音樂及生命分享會2019。
2020年，推出該年唯一個人單曲—《分手第二天》。
2021年先後推出兩首派台歌曲—《一知半解》和《面對後悔的各種方法》；當中《面對後悔的各種方法》在商業電視903專業推介榜、香港電台中文歌曲龍虎榜、無綫電視勁歌金榜和香港電視娛樂Chill Club推介榜的排名於十甲以內，更憑此歌曲首次獲得Chill Club推介榜冠軍歌。
2021年9月跨刀合作華納音樂歌手林采欣，連同崔惟楷、游政豪、Jarvis、珊蒂共同創作舞曲單曲《確可CHECK》。

## 音樂作品

### 個人專輯
| 專輯 # | 專輯名稱     | 專輯類型  | 發行公司 | 發行日期       | 曲目 |
| ------ | ------------ | --------- | -------- | -------------- | --- |
| 1st    | Hit Me       | 大碟      | A Music  | 2006年4月13日  | 曲目 CD 1. Heartbreaker 2. Mon Saturday 3. Misbehave 4. 寂寞 Lonely 5. Get Out 6. Funny Jealousy 7. Be a Man 8. Rarity Boy 9. Wordy Rappinghood 10. Lost in Paradise 11. Axel F VCD 1. Heartbreaker (MV) 2. Get Out (MV) 3. 寂寞 Lonely (MV)      |
| 2nd    | Diamond Love | EP        | A Music  | 2006年11月21日 | 曲目 1. Computer Data 2. Trailer for 'A Melody Looking' DVD Release 3. 可可 MV 4. 寧願你不知道 MV 5. De Ra Go 6. 可可 7. 寧願你不知道 8. 隨時忘記 9. 意料之外                                                                                     |
| 3rd    | Jillympics   | 新曲+精選 | A Music  | 2008年8月8日   | 曲目 1. 聽得見的青春（New） 2. 困獸鬥（New） 3. 小圈子（New） 4. 傻女（New） 5. Get Out 6. Lonely 7. Axel F 8. Heartbreaker 9. De Ra Go 10. Mon Saturday 11. 可可 12. 意料之外 13. Funny Jealousy 14. 隨時忘記 15. Be A Man 16. Wordy Rappinghood |
| 4th    | Stages       | 數碼大碟  | 華納唱片 | 2022年9月13日  | 曲目 1. 分手第二天 2. 了解中 3. 缺氧 4. 刺青 5. 被滿足的愛 (Featuring San E) 6. 感情需要 7. 幸福相擁 8. 自動修正 9. 一知半解 10. 想改寫的事 11. 懸崖有路 12. 面對後悔的各種方法                                                                   |

### 其他單曲
2011年
- 《Sinking Sand》(English duet with Anthony Lance)

2012年
- 《星月下的祈禱》

2014年
- 《Ally》(DoughBoy feat. 衛詩)

2016年
- 《真的英雄》(原曲:《真心英雄》) (群星)
- 《盛夏的舞》(Heyo feat. 衛詩)
- 《Over Over》- Dear John（衛蘭、衛詩、連詩雅、曾若華）
- 《K.O.L》- Dear John（衛蘭、衛詩、連詩雅、曾若華）
- 《Lovesick》- Dear John（衛蘭、衛詩、連詩雅、曾若華）

2017年
- 《細細個》 (衛蘭 feat. 衛詩)

2019年
- 《所以我愛》 (衛蘭 feat.AF 、衛詩、SHIMICA、Daniel Chu)

2021年
- 《終身美麗》（「音樂永續」作品，翻唱鄭秀文歌曲）

### 派台歌曲成績
註：組合名義的派台歌，請參閱Dear John之頁面。
| 派台歌曲成績（四台）     | 派台歌曲成績（四台） | 派台歌曲成績（四台） | 派台歌曲成績（四台） | 派台歌曲成績（四台） | 派台歌曲成績（四台） | 派台歌曲成績（四台）                                    | 派台歌曲成績（四台）                                    |      |
| ------------------------ | -------------------- | -------------------- | -------------------- | -------------------- | -------------------- | ------------------------------------------------------- | ------------------------------------------------------- | ---- |
| 唱片                     | 歌曲                 | 903                  | RTHK                 | 997                  | TVB                  | 備註                                                    | 備註                                                    |      |
| 2005年                   |                      |                      |                      |                      |                      |                                                         |                                                         |      |
| Songs Of Painting Hit Me | 寂寞 Lonely          | -                    | -                    | -                    | -                    |                                                         |                                                         |      |
| 2006年                   |                      |                      |                      |                      |                      |                                                         |                                                         |      |
| Hit Me                   | Heartbreaker         | 12                   | 12                   | 9                    | -                    |                                                         |                                                         |      |
| Hit Me                   | Get Out              | 5                    | 4                    | 3                    | 7                    |                                                         |                                                         |      |
| Hit Me                   | Funny Jealousy       | 6                    | 3                    | 1                    | 1                    | 首支兩台冠軍歌                                          | 首支兩台冠軍歌                                          |      |
| Hit Me                   | Be A Man             | -                    | -                    | -                    | -                    |                                                         |                                                         |      |
| Diamond Love             | 可可                 | 6                    | 3                    | 1                    | 1                    |                                                         |                                                         |      |
| 2007年                   |                      |                      |                      |                      |                      |                                                         |                                                         |      |
| Diamond Love             | 寧願你不知道         | 15                   | 1                    | 1                    | 3                    |                                                         |                                                         |      |
| Diamond Love             | 意料之外             | -                    | -                    | -                    | -                    |                                                         |                                                         |      |
| Jillympics               | 傻女                 | 15                   | 1                    | 14                   | -                    | 翻唱陳慧嫻歌曲                                          | 翻唱陳慧嫻歌曲                                          |      |
| 2008年                   |                      |                      |                      |                      |                      |                                                         |                                                         |      |
| Jillympics               | 小圈子               | -                    | 8                    | 3                    | -                    |                                                         |                                                         |      |
| Jillympics               | 聽得見的青春         | 18                   | 7                    | 1                    | 2                    |                                                         |                                                         |      |
| Jillympics               | 困獸鬥               | -                    | 11                   | -                    | -                    |                                                         |                                                         |      |
| 2012年                   |                      |                      |                      |                      |                      |                                                         |                                                         |      |
|                          | 星月下的祈禱         | -                    | -                    | -                    | ×                    | 電影《翻生奇兵》插曲                                    | 電影《翻生奇兵》插曲                                    |      |
| 2016年                   |                      |                      |                      |                      |                      |                                                         |                                                         |      |
| Stages                   | 被滿足的愛           | 12                   | 7                    | 5                    | -                    | Featuring San E DBC華語歌曲流行指數：11                 | Featuring San E DBC華語歌曲流行指數：11                 |      |
|                          | I Can See            | -                    | -                    | -                    | -                    | 《被滿足的愛》英語版 Featuring San E 新城勁爆外語榜: 19 | 《被滿足的愛》英語版 Featuring San E 新城勁爆外語榜: 19 |      |
| Stages                   | 感情需要             | 15                   | 3                    | 2                    | -                    |                                                         |                                                         |      |
|                          | Lonely Christmas     | 13                   | -                    | -                    | -                    | 翻唱陳奕迅歌曲                                          | 翻唱陳奕迅歌曲                                          |      |
| 2017年                   |                      |                      |                      |                      |                      |                                                         |                                                         |      |
| Stages                   | 刺青                 | 12                   | 9                    | 1                    | -                    |                                                         |                                                         |      |
| Stages                   | 缺氧                 | -                    | -                    | 1                    | -                    | 加拿大至 HIT 中文歌曲排行榜：1                          | 加拿大至 HIT 中文歌曲排行榜：1                          |      |
| 2019年                   |                      |                      |                      |                      |                      |                                                         |                                                         |      |
| Stages                   | 幸福相擁             | 2                    | 3                    | 4                    | -                    | 加拿大至 HIT 中文歌曲排行榜：4                          | 加拿大至 HIT 中文歌曲排行榜：4                          |      |
| Stages                   | 了解中               | 5                    | 3                    | 4                    | -                    | 加拿大至 HIT 中文歌曲排行榜：2                          | 加拿大至 HIT 中文歌曲排行榜：2                          |      |
| 派台歌曲成績（五台）     |                      |                      |                      |                      |                      |                                                         |                                                         |      |
| 唱片                     | 歌曲                 | 903                  | RTHK                 | 997                  | TVB                  | ViuTV                                                   | 備註                                                    | 備註 |
| 2020年                   |                      |                      |                      |                      |                      |                                                         |                                                         |      |
| Stages                   | 分手第二天           | 9                    | 3                    | 3                    | -                    | -                                                       | 加拿大至 HIT 中文歌曲排行榜：7                          |      |
| 2021年                   |                      |                      |                      |                      |                      |                                                         |                                                         |      |
| Stages                   | 一知半解             | 12                   | 3                    | ×                    | -                    | 10                                                      | 加拿大至 HIT 中文歌曲排行榜：12                         |      |
| Stages                   | 面對後悔的各種方法   | 9                    | 3                    | ×                    | 7                    | 1                                                       |                                                         |      |
| Stages                   | 想改寫的事           | 20                   | -                    | ×                    | -                    | -                                                       |                                                         |      |
| Stages                   | 懸崖有路             | -                    | 4                    | -                    | -                    | -                                                       |                                                         |      |
| 2022年                   |                      |                      |                      |                      |                      |                                                         |                                                         |      |
| Stages                   | 自動修正             | -                    | 3                    | -                    | -                    | -                                                       |                                                         |      |

| 各台冠軍歌總數 | 各台冠軍歌總數 | 各台冠軍歌總數 | 各台冠軍歌總數 | 各台冠軍歌總數 | 各台冠軍歌總數    | 各台冠軍歌總數    | 各台冠軍歌總數 |
| -------------- | -------------- | -------------- | -------------- | -------------- | ----------------- | ----------------- | -------------- |
| 四台a          | 903            | RTHK           | 997            | TVB            | 備註              | 備註              | 備註           |
| 四台a          | 0              | 2              | 6              | 2              | 四台冠軍歌總數：0 | 四台冠軍歌總數：0 |                |
| 五台b          | 903            | RTHK           | 997            | TVB            | ViuTV             | 備註              |                |
| 五台b          | 0              | 0              | 0              | 0              | 1                 | 五台冠軍歌總數：0 |                |

- （*）仍在榜上
- （-）未能上榜
- （×）沒有派往該台
- （(1)）兩週冠軍
- ^  注解a：包括2020年後的冠軍歌曲
- ^  注解b：2020年起

## 演出

### 電影
2006
- 緣邀知音 (音樂電影)

2011
- 翻生奇兵 (福音電影)

### MV
- Heartbreaker
- Get Out
- Mon Saturday
- Lonely
- Funny Jealousy
- 可可
- 寧願你不知道
- 傻女
- 小圈子
- 聽得見的青春
- 困獸鬥
- Ally (DoughBoy feat. 衛詩)
- 被滿足的愛 (feat. San E)
- I Can See (feat. San E)
- Over Over - Dear John
- K.O.L - Dear John
- 刺青
- 盛夏的舞 (Heyo feat. 衛詩)
- 缺氧
- 幸福相擁
- 了解中
- 分手第二天
- 一知半解
- 面對後悔的各種方法
- 終身美麗 （2021音樂永續作品）
- 想改寫的事
- 懸崖有路
- 自動修正

### TVB MV
- Get Out
- Funny Jealousy
- 可可
- 寧願你不知道
- 聽得見的青春

### 電視節目
2006年
- TVB 翡翠台 - 價啱俾你 (12月2日)

2016年
- TVB 翡翠台 - 《勁歌金曲》 （7月2日）
- TVB 翡翠台 - 《樂勢力》 （7月17日）
- TVB J2台 - 《Busking 不停音樂》 （10月21日）
- TVB J2台 - 《StarTalk》 （ Dear John 名義） (10月21日)
- TVB 翡翠台 - 《歡樂滿東華2016》 (12月3日)
- TVB 翡翠台 - 《勁歌金曲》 （12月24日）
- 有線電視 - 《樂壇第一手》 （12月25日）

2017年
- TVB J2台  - 《大桔大利喜團圓》 （ Dear John 名義）(2月3日)
- TVB 翡翠台 -《博愛歡樂傳萬家》(3月18日) （表演嘉賓）
- TVB 翡翠台 -《流行經典50強》第七集　(4月16日) （表演嘉賓）
- TVB J2台 - 《勁歌金曲》  (6月4日)
- TVB 翡翠台 -《明愛暖萬心》 (6月17日) （表演嘉賓）
- TVB 娛樂新聞台 - 《StarTalk》 (6月25日)
- 奇妙電視 - 《同SING同戲》(7月27日)
- ViuTV - 《攝·太帥》 (7月28日)

2018年
- ViuTV - 《歌度有榜》　(2月2日)
- TVB J2台 - 《勁歌金曲》　(3月11日)
- TVB 翡翠台 - 《流行經典50年》　(6月2日) （表演嘉賓）

### 電台
2016年
- 香港電台 - 「社區參與廣播日」 (6月9日) 深水埗西九龍中心
- 香港電台第二台 - 「我是你的後援會」 (7月9日)
- 香港電台第二台 - 《太陽計劃2016 - 全家總動員運動會》 (7月24日)
- 新城電台 - 平和校園2016（9月26日）柴灣寶血女子中學
- 新城電台 - 平和校園2016（10月12日）
- 商業電台 - 第五屆香港食品嘉年華（10月30日）葵涌運動場
- 商業電台 - 第51屆工展會 - 健康搵啖食（12月24日）銅鑼灣維多利亞公園

2017年
- 新城電台 - 《情人音樂》（4月3日-7日 , 10日-14日 , 17日-21日 , 24日-28日）
- 香港電台第一台 - 「旅遊樂園」(4月22日)
- 商業電台 - 《叱咤樂壇》（4月28日）
- 商業電台 - 《1圈圈》（5月4日）
- 香港電台第二台 - 「晨光第一線」（5月17日）
- 香港電台 - TPTV 《Music Drive》 (5月17日)
- 新城電台 - 《勁爆樂勢力》（5月17日）
- 商業電台 - 《雷霆音樂圈》（5月20日）
- 新城電台 - 《是啤 Show》 （5月22日）
- 新城電台 - 《宇宙狂熱》（5月26日）
- 香港電台第二台 - 「騷動音樂」 (5月27日)
- 新城電台 - 《跳出我夢想》（5月28日）紅磡置富都會（表演嘉賓）
- 商業電台 - 《毒檸王國》（5月29日）
- 商業電台 - 《有誰共鳴》（5月31日）
- 香港電台第二台 - 「校園星星紀念冊」 (6月6日)
- 新城電台 - 《同聲彤氣, Come on James!》 （6月10日）
- 新城電台 - 《你最special踏上青雲路》（6月23日）香港浸會大學附屬學校王錦輝中小學（表演嘉賓）
- 商業電台 - 《發式生活》（8月12日）

2018年
- 新城電台 - 《娛樂HOTPOP》（2月7日）
- 馬來西亞OneFM - 《Fresh Release》（2月9日）
- 香港電台第二台 - 《晨光第一線》 (2月21日)
- 新城電台 - 《Come On James》（2月24日）
- 商業電台 - 《點算幸福》（5月21日, 28日）

### 音樂會／演唱會
2007年
- Janice My First演唱會（3月29 - 4月1日）- 香港紅磡體育館 （表演嘉賓）
- 衛蘭·衛詩 Our First 演唱會（7月28日）- 澳門綜藝館
- 百威Janice My First廣州演唱會（9月30日）- 廣州天河體育場 （表演嘉賓）

2016年
- Heyo 十年《花華》音樂會 (7月17日) 九龍灣國際展貿中心 MusicZone （表演嘉賓）
- Gimme LiVe 音樂節 2016 (7月23日) 美麗華商場中庭
- 2016 你愛的衛蘭音樂會中山站 (8月20日) - 中山-小欖體育館 （表演嘉賓）
- Dear Jane 哪裡只得我共你LIVE 2016（9月3日‑4日共二場）（表演嘉賓 - Dear John 名義）
- Dear John x hmv Live ( 9月30日 ) hmv Bar & Restaurant 銅鑼灣百德新街24-32號名珠城4樓
- 2016 你愛的衛蘭音樂會江門站 (10月5日) - 江門-新會體育館 （表演嘉賓）
- 2016 你愛的衛蘭音樂會佛山站 (11月11日) - 佛山-嶺南明珠體育館 （表演嘉賓）
- JOOX x MUSIC In The CITY (11月19日) 尖沙咀海港城港威商場 4/F 露天平台
- Warner Play Music Live 2016 (11月21日) 浸會大學善衡校園方樹泉大樓501室
- Warner Play Music Live 2016 (11月24日) 香港科技大學香港賽馬會大堂
- 2016 你愛的衛蘭音樂會陽江站 (12月10日) - 陽江-陽江體育館 （表演嘉賓）
- 2016 你愛的衛蘭音樂會廣州站 (12月17日) - 廣州-廣州體育館2號館 （表演嘉賓）

2017年
- 2017 你愛的衛蘭音樂會深圳站 (1月7日) - 深圳-深圳體育館 （表演嘉賓）
- 2017 你愛的衛蘭音樂會茂名站 (1月14日) - 茂名-茂名體育館　（表演嘉賓）
- 【黑暗中對話基金會慈善籌款音樂會】 (2月12日) - 1563 at the East 香港灣仔皇后大道東183號合和中心6樓 （表演嘉賓）
- 2017 你愛的衛蘭音樂會東莞站 (2月14日) - 東莞-東莞市體育中心體育館 （表演嘉賓）
- 「MACA流行歌曲創作大賽2017」 (7月8日) - 澳門-澳門金沙劇場（表演嘉賓）
- 2017 你愛的衛蘭音樂會澳門站 (7月22日) - 澳門-澳門威尼斯人金光綜藝館 （表演嘉賓）
- Warner Play Music Live 2017 (11月16日) - 香港理工大學CF平台

2018年
- 衛蘭 Oh My Janice World Tour 2018（1月12-14日）- 香港紅磡體育館 （表演嘉賓)
- 小田金曲50年作品演唱會 (2月17,18日) 紅磡香港體育館（表演嘉賓)
- 海洋公園歌酒節 (4月2日)（表演嘉賓)
- 2018 你愛的衛蘭音樂會汕頭站 (6月2日) - 汕頭-汕頭大學體育園 （表演嘉賓）
- 第二屆香港國際飛鏢節 【齊撐打氣音樂會】- 九龍灣國際展貿中心 (7月27日)

## 書籍
- Reborn 重生 (2011年7月20日)

## 獎項

### 音樂
2006年
- Yahoo!搜尋人氣大獎2006 - 樂壇新勢力
- 新城勁爆頒獎禮2006 - 新城勁爆跳舞歌曲《Funny Jealousy》
- 新城勁爆頒獎禮2006 - 新城勁爆新登場女歌手
- 2006年度叱吒樂壇流行榜頒獎典禮 - 叱吒樂壇生力軍銀獎
- 2006年度十大勁歌金曲頒獎典禮 - 最受歡迎新人獎 銅獎
- 第二十九屆十大中文金曲 - 最有前途新人獎 銀獎
- SINA MUSIC樂壇民意指數頒獎禮2006 - 我最喜愛女新人
- 2006年度RoadShow至尊音樂頒獎禮 - 至尊新人

2007年
- 第四屆《勁歌王》全球華人樂壇年度總選 - 網絡人氣歌手獎
- 第四屆《勁歌王》全球華人樂壇年度總選 - 最有前途新人獎（香港）
- 第七屆華語音樂傳媒大獎 - 最喜愛新人獎
- 第七屆全球華語歌曲排行榜頒獎典禮 - 最受歡迎新人
- 新城勁爆頒獎禮2007 - 新城勁爆跳舞歌曲《傻女》
- 新城勁爆頒獎禮2007 - 新城勁爆改編歌曲《傻女》

2008年
- 第五屆《勁歌王》全球華人樂壇年度總選 - 最佳改編歌曲《傻女》
- 第五屆《勁歌王》全球華人樂壇年度總選 - 最佳舞台演繹獎

2016年
- 第十一屆「勁歌王」全球華人樂壇音樂盛典 - 最具潛力歌手
- 新城勁爆頒獎禮2016 - 勁爆十二樂勢力

### 其他
2007年
- SINA Music樂壇民意指數頒獎禮2006 - 最高收視專訪大獎 - 衛蘭、衛詩
- 2006年度點正娛樂新聞王 ——樂壇新登場新聞王

2016年
- 東touch Touchbrand 頒獎禮 - Touchicon（Dear John 名義）